# Station Krośniewice
Station Krośniewice is een spoorwegstation in de Poolse plaats Krośniewice.